# Ermita de la Virgen del Valle (Cenicero)

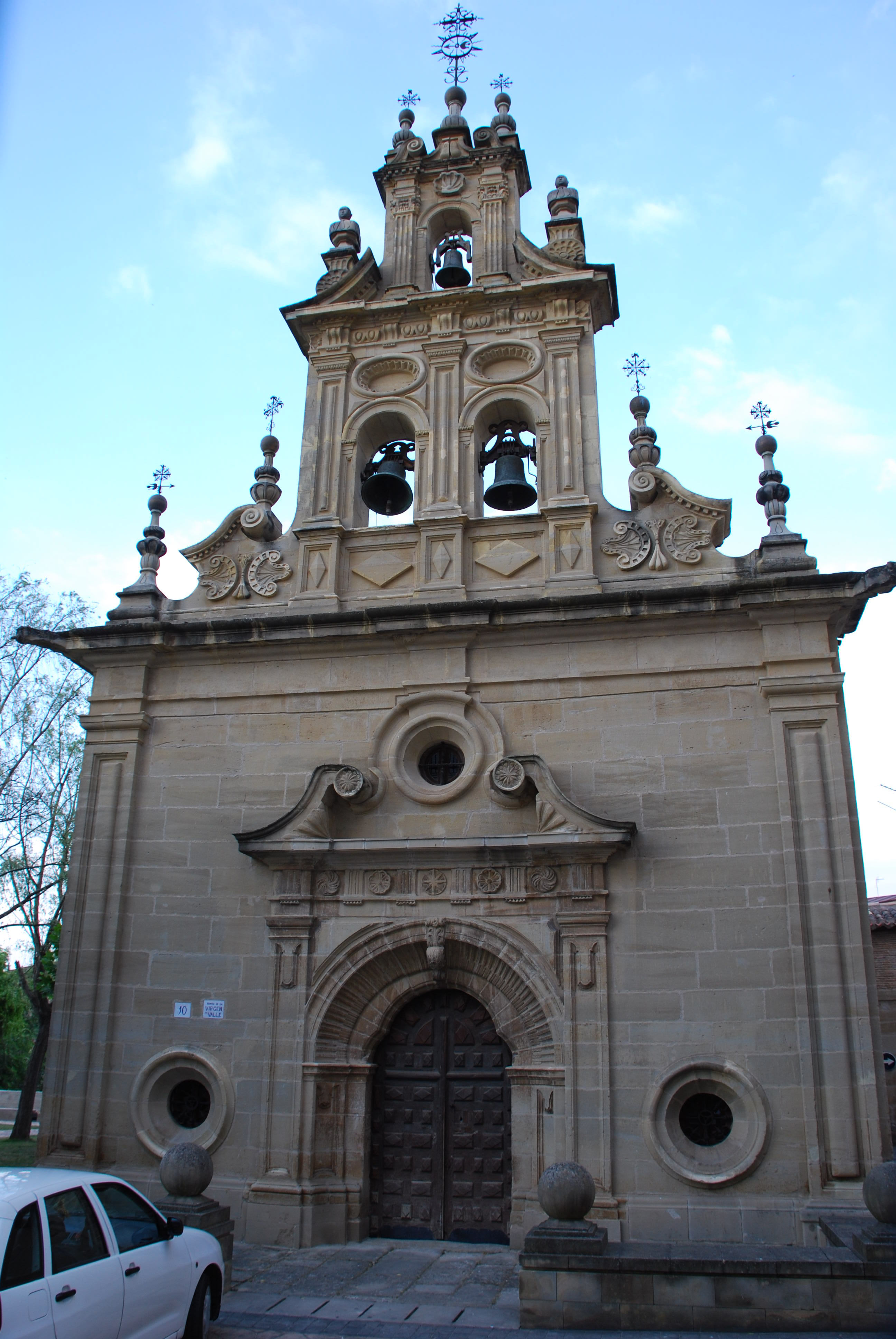
Ermita de la Virgen del Valle

La ermita de la Virgen del Valle, situada en el centro de la ciudad de Cenicero (La Rioja, España), es un edificio barroco del siglo XVIII.
Se trata de una edificación compuesta por una sola nave de tres tramos, capillas entre los contrafuertes y tiene un crucero cubierto de bóveda octogonal. 
La portada se sitúa a los pies y sobre ella una espadaña con tres vanos para campanas. 
Su parte más antigua es el presbiterio, construido en el siglo XVI, cuando el edificio era casi cúbico, con contrafuertes en las esquinas, hasta que dos siglos más tarde fue reformado y ampliado. 
En el interior destacan dos retablos del siglo XVIII dedicados a San Antón y San Isidro, así como el retablo central, con la imagen tallada de la Virgen del Valle del siglo XIII, patrona de la ciudad, a la que los ciudadanos de esta localidad profesan especial devoción.
- Datos: Q5836580